# 铲逍遥蛛
铲逍遥蛛（学名：Philodromus histrio）为逍遥蛛科逍遥蛛属的动物。分布于欧洲、北美洲以及中国大陆的内蒙古、吉林、山西等地。该物种的模式产地在欧洲。